# リーランド駅
リーランド駅（英語：Leeland Station）は、バージニア州スタフォード郡にあるバージニア急行鉄道（VRE）のフレデリックスバーグ線の駅。827台の無料のパーキングがある。無人駅だが自動販売機で切符を買える（ただし現金は利用できない）。バリアフリー設備が充実している。